# 民淖茶卡
民淖茶卡（藏語：མི་འགྲོ་ཚྭ་ཁ་།，威利转写：mi 'gro tshwa kha，THL：Midro Tsakha）位于中国西藏自治区阿里地区日土县境内，地处日土县中南部，面积约6平方公里，为内流盐湖。